# Tetracanthella juneaui
Tetracanthella juneaui är en urinsektsart som beskrevs av Potapov 1997. Tetracanthella juneaui ingår i släktet Tetracanthella och familjen Isotomidae. Inga underarter finns listade i Catalogue of Life.